# Рыков, Владимир Владимирович
Влади́мир Влади́мирович Ры́ков (род. 13 ноября 1987, Новосибирск) — российский футболист, тренер и футбольный функционер.

## Карьера

### Клубная

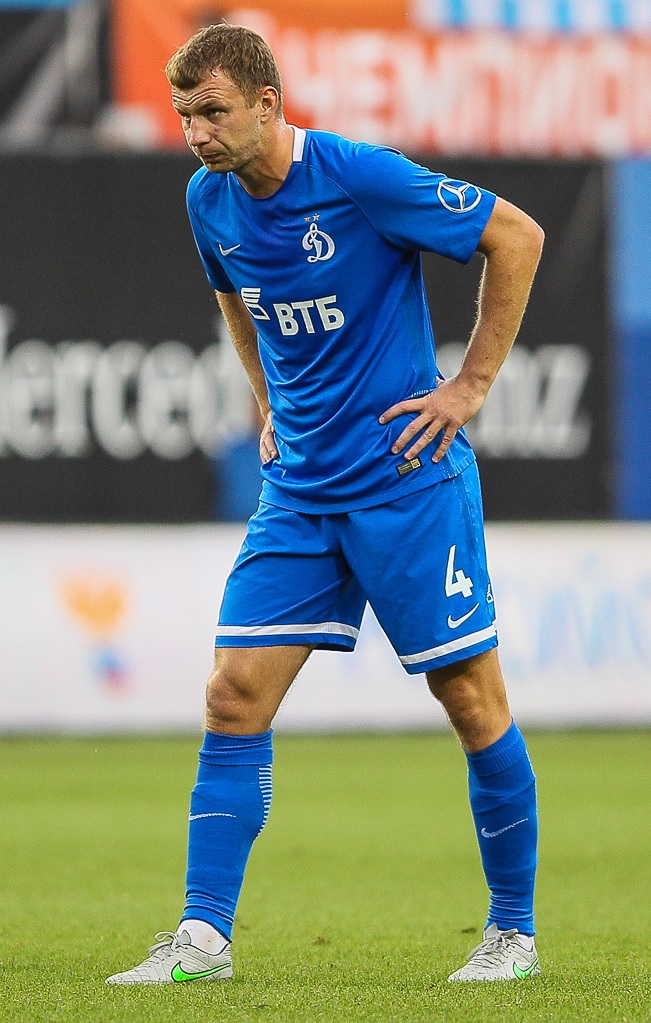
В составе «Динамо»

Воспитанник новосибирского футбола. Его первой командой был «Чкаловец».
В 2007 году Рыкова приобрёл «СКА-Энергия». Оттуда дважды отдавался в аренду: в «Смену» и в «Газовик».
За «СКА-Энергию» он не сыграл ни одного матча и в 2009 году отправился на просмотр в «Сатурн». Однако главный тренер команды Юрген Рёбер не видел в Рыкове игрока основы и тогда спортивный директор клуба Дмитрий Галямин предложил ему полсезона отыграть в фарм-клубе — «Сатурне-2».
Летом поступило предложение от «КАМАЗа» и он перешёл туда. В начале 2010 года игрока купила нижегородская «Волга», но за волжан Рыков сыграл лишь 3 матча и в летом вернулся в «КАМАЗ». За клуб он сыграл 38 матчей и забил 3 гола.
В 2000-е годы неоднократно принимал участие в ежегодном молодёжном турнире «Надежда», в котором играли сборные всех зон Второго дивизиона и сборная команда Первого дивизиона с игроками до 23 лет в составе.
В августе 2011 года перешёл в московское «Динамо». В Премьер-лиге он дебютировал в 23-м туре, в матче против ЦСКА, выйдя на замену на 66-й минуте вместо Артура Юсупова. Всего в чемпионате России 2011/12 Рыков принял участие в 11 матчах своей команды и забил 1 гол. В сезоне 2012/13 Владимир вышел на поле лишь в 7 матчах чемпионата страны.
В июле 2013 года на правах аренды перешёл в «Томь», с которой вылетел из РФПЛ. Позже Рыков выступал за «Торпедо» и «Мордовию», с которыми также вылетал из РФПЛ.
Летом 2016 года вновь стал игроком «Динамо», подписав контракт на три года. В составе «бело-голубых» стал чемпионом Первенства ФНЛ-2016/17 и вернулся в РФПЛ. В сезоне 2018/2019 в матче против «Спартака» (1:2) забил гол со своей половины поля.
14 августа 2020 года Рыков заключил контракт с клубом «Урал». 14 января 2022 года контракт был расторгнут по обоюдному согласию сторон.

### В сборной
9 сентября 2012 года принял участие в матче второй сборной России против второй сборной Турции и отметился забитым голом.

### Тренерская
26 июня 2023 года вошёл в тренерский штаб Павла Алпатова в «Динамо-2», став его ассистентом. 20 июня 2024 года покинул клуб.
4 июля 2024 года Рыков стал заместителем спортивного директора в клубе «Пари НН».

## Достижения
«Динамо»
- Победитель Первенства ФНЛ: 2016/17
- Финалист Кубка России: 2011/12

## Клубная статистика
| Клуб             | Сезон            | Лиги     | Лиги     | Лиги     | Лиги     | Лиги     | Лиги     | Кубок | Кубок | Еврокубки | Еврокубки | Прочее* | Прочее* | Итого | Итого |
| Клуб             | Сезон            | Д1 (РПЛ) | Д1 (РПЛ) | Д2 (ФНЛ) | Д2 (ФНЛ) | Д3 (ПФЛ) | Д3 (ПФЛ) | Кубок | Кубок | Еврокубки | Еврокубки | Прочее* | Прочее* | Итого | Итого |
| Клуб             | Сезон            | Игры     | Голы     | Игры     | Голы     | Игры     | Голы     | Игры  | Голы  | Игры      | Голы      | Игры    | Голы    | Игры  | Голы  |
| ---------------- | ---------------- | -------- | -------- | -------- | -------- | -------- | -------- | ----- | ----- | --------- | --------- | ------- | ------- | ----- | ----- |
| Чкаловец         | 2005             | —        | —        | —        | —        | 15       | 2        | 0     | 0     | —         | —         | —       | —       | 15    | 2     |
| Чкаловец         | 2006             | —        | —        | —        | —        | 28       | 3        | 0     | 0     | —         | —         | —       | —       | 28    | 3     |
| Чкаловец         | Итого            | —        | —        | —        | —        | 43       | 5        | 0     | 0     | —         | —         | —       | —       | 43    | 5     |
| Смена            | 2007             | —        | —        | —        | —        | 22       | 1        | 4     | 2     | —         | —         | —       | —       | 26    | 3     |
| Смена            | Итого            | —        | —        | —        | —        | 22       | 1        | 4     | 2     | —         | —         | —       | —       | 26    | 3     |
| Газовик          | 2008             | —        | —        | —        | —        | 21       | 1        | 4     | 1     | —         | —         | —       | —       | 25    | 2     |
| Газовик          | Итого            | —        | —        | —        | —        | 21       | 1        | 4     | 1     | —         | —         | —       | —       | 25    | 2     |
| Сатурн-2         | 2009             | —        | —        | —        | —        | 11       | 1        | 2     | 2     | —         | —         | —       | —       | 13    | 3     |
| Сатурн-2         | Итого            | —        | —        | —        | —        | 11       | 1        | 2     | 2     | —         | —         | —       | —       | 13    | 3     |
| КАМАЗ            | 2009             | —        | —        | 11       | 0        | —        | —        | 0     | 0     | —         | —         | —       | —       | 11    | 0     |
| КАМАЗ            | 2010             | —        | —        | 15       | 2        | —        | —        | 0     | 0     | —         | —         | —       | —       | 15    | 2     |
| КАМАЗ            | 2011/12          | —        | —        | 23       | 1        | —        | —        | 1     | 0     | —         | —         | —       | —       | 24    | 1     |
| КАМАЗ            | Итого            | —        | —        | 49       | 3        | —        | —        | 1     | 0     | —         | —         | —       | —       | 50    | 3     |
| Волга            | 2010             | —        | —        | 3        | 0        | —        | —        | 1     | 0     | —         | —         | 3       | 0       | 7     | 0     |
| Волга            | Итого            | —        | —        | 3        | 0        | —        | —        | 1     | 0     | —         | —         | 3       | 0       | 7     | 0     |
| Томь             | 2013/14          | 27       | 2        | —        | —        | —        | —        | 1     | 0     | —         | —         | 2       | 0       | 30    | 2     |
| Томь             | Итого            | 27       | 2        | —        | —        | —        | —        | 1     | 0     | —         | —         | 2       | 0       | 30    | 2     |
| Торпедо          | 2014/15          | 28       | 2        | —        | —        | —        | —        | 2     | 0     | —         | —         | 0       | 0       | 30    | 2     |
| Торпедо          | Итого            | 28       | 2        | —        | —        | —        | —        | 2     | 0     | —         | —         | 0       | 0       | 30    | 2     |
| Мордовия         | 2015/16          | 27       | 2        | —        | —        | —        | —        | 0     | 0     | —         | —         | 0       | 0       | 27    | 2     |
| Мордовия         | Итого            | 27       | 2        | —        | —        | —        | —        | 0     | 0     | —         | —         | 0       | 0       | 27    | 2     |
| Динамо           | 2011/12          | 11       | 1        | —        | —        | —        | —        | 2     | 0     | —         | —         | 0       | 0       | 13    | 1     |
| Динамо           | 2012/13          | 7        | 0        | —        | —        | —        | —        | 1     | 2     | —         | —         | 2       | 0       | 10    | 2     |
| Динамо           | 2016/17          | —        | —        | 23       | 1        | —        | —        | 3     | 1     | —         | —         | —       | —       | 26    | 2     |
| Динамо           | 2017/18          | 16       | 1        | —        | —        | —        | —        | 0     | 0     | —         | —         | 1       | 0       | 17    | 1     |
| Динамо           | 2018/19          | 14       | 1        | —        | —        | —        | —        | 1     | 0     | —         | —         | 0       | 0       | 15    | 1     |
| Динамо           | Итого            | 48       | 3        | 23       | 1        | —        | —        | 7     | 3     | —         | —         | 3       | 0       | 81    | 7     |
| Всего за карьеру | Всего за карьеру | 130      | 9        | 75       | 4        | 97       | 8        | 22    | 8     | —         | —         | 8       | 0       | 332   | 29    |

Примечания.
Учтён матч Кубка России 2012/13 «Торпедо» — «Динамо»
* Стыковые матчи РФПЛ — ФНЛ (для «Томи»), Первенство ЛФК (для «Волги»-д) и Молодёжное первенство (для «Динамо»-мол.). Возможные, другие матчи не учитываются.